# Bullia natalensis
Espèce
Synonymes
- Buccinum natalense Krauss, 1848 (combinaison d'origine)[1]
- Bullia (Bullia) natalensis (Krauss, 1848)[1]
- Bullia plicata Redfield, 1848[1]

Bullia natalensis est une espèce d'escargot de mer du sud de l'Afrique appartenant à la famille des nassaridés.

## Description
La longueur de sa coquille varie entre 20 et 60 mm.

## Distribution
Cette espèce vit le long des côtes du Mozambique et de l'Est de l'Afrique du Sud.